# 卡奥尔—穆瓦萨克铁路
卡奥尔—穆瓦萨克铁路（法語：Ligne de Cahors à Moissac）是法国本土的一条铁路，起点为位于卡奥尔，与莱索布赖—蒙托邦铁路相接；终点为穆瓦萨克站，与波尔多—塞特铁路相连，全长61公里。该铁路始建于1914年，后因一战爆发及承包商破产而屡次中断，最终未能全线竣工，已建成路段也于1957年废弃。该铁路在法国铁路系统中的编号为633000。

## 历史
卡奥尔—穆瓦萨克铁路修建计划于1879年被提出，由巴黎-奥尔良铁路公司负责修建和运营，最初计划为修建一条米轨铁路，后计划变更成为普通铁路。工程于1914年1月开工，后因第一次世界大战爆发而中断，战后复工但进展缓慢，全线最终于1941年彻底停工，并于1957年废弃。

## 路线
卡奥尔—穆瓦萨克铁路由卡奥尔站向南引出，跨越洛特河后向西南方向延伸，最终到达穆瓦萨克，与波尔多—塞特铁路相连。

## 车站列表
| 卡奥尔—穆瓦萨克铁路车站列表 |         |                                                                                                  |                          |            |
| 车站** | 公里数* | 交汇路线**                                                                                       | 本线停靠车种             | 可换乘交通 |
| Cahors 卡奥尔站 | 600.804 | 590000 莱索布赖—蒙托邦铁路（莱索布赖/巴黎方向）↑                                                 | Intercités TER Occitanie | Evidence   |
| Cahors 卡奥尔站 | 601.210 | 724000 卡奥尔—卡普德纳克铁路（卡普德纳克方向）↘ 590000 莱索布赖—蒙托邦铁路（蒙托邦/图卢兹方向）↙ |                          |            |
| Trespoux 特雷普站 | 610.0XX |                                                                                                  |                          |            |
| Villesèque 维勒塞克站 | 614.0XX |                                                                                                  |                          |            |
| Montcuq 蒙屈克站 | 626.4XX |                                                                                                  |                          |            |
| Lauzerte 洛泽尔特站 | 636.1XX |                                                                                                  |                          |            |
| Saint-Avit - Les Gervaises 圣阿维特-莱热尔韦斯站 | 656.9XX |                                                                                                  |                          |            |
| Moissac 穆瓦萨克站 | 664.6XX | 640000 波尔多—塞特铁路（波尔多方向）↖ 640000 波尔多—塞特铁路（图卢兹/塞特方向）↓                 | TER Occitanie            |            |
| *注：零公里起点为巴黎奥斯特里茨站，经巴黎—波尔多铁路和莱索布赖—蒙托邦铁路延伸； **注：划线车站为已关闭车站，部分完全废弃的车站不在此表中显示；灰色部分表示其所在线路已关闭 |         |                                                                                                  |                          |            |